# Кумановска търговско-индустриална банка
Кумановската търговско-индурстиална банка (на сръбски: Кумановска трговско-индурстиска банка) е банка, съществувала в град Куманово, Кралството на сърби, хървати и словенци.

## История
Банката е основана в 1922 година с капитал от 2 милиона динара, поделени на 10 000 акции от по 200 динара. 95% от акциите са собственост на скопската Банка „Вардар“.